# Card City Nights
Card City Nights é um jogo eletrônico de cartas colecionáveis desenvolvido e publicado pela Ludosity para o Windows, Mac OS X, Linux e plataformas móveis. O jogo foi lançado no dia 14 de fevereiro de 2014 na Steam e Google Play. Card City Nights mistura os personagens de múltiplos jogos previamente publicados pela Ludosity, como Ittle Dew, Iji, entre outros.

## Jogabilidade
A batalha de cartas se baseia em um sistema semelhante ao presente no minijogo de cartas de Final Fantasy IX, Tetra Master. Tanto o jogador quanto o oponente possuem um deck de 25 a 40 cartas e um tabuleiro com nove casas onde devem colocar suas cartas. No início de uma batalha cada jogador compra cinco cartas e, a cada turno, compra-se uma nova carta. Todo turno uma carta deve ser posicionada no tabuleiro.
As cartas possuem quatro atributos: a raridade, que indica quantas cópias daquela carta o deck pode possuir; o ícone, que define o tipo de combo que a carta pode realizar; as setas, que servem para conectar uma carta com a outra; e a descrição, que pode conter uma habilidade que será ativada quando um evento específico ocorrer.
Existem duas condições de derrota: caso o tabuleiro do jogador esteja cheio e ele não possa colocar mais nenhuma carta, ele perde; e caso sua vida chegue a zero. As batalhas variam entre melhor de um, de três, e de cinco. Se o jogador derrotar o oponente I.A., ele ganha uma certa quantidade de moedas e um pacote com cinco cartas aleatórias. Alguns inimigos podem ser desafiados múltiplas vezes.
Além da batalha de cartas, o jogador pode explorar a cidade, movendo-se para diferentes locais e conversando com os personagens lá presentes.